# Секретные материалы Стрейнджа
«Секретные материалы Стрейнджа» (англ. Strange) — британский триллер с элементами мистики.
Британский мистический телесериал, производства ВВС. Главный герой, священник Джон Стрейндж, отказавшийся от своего сана после обвинений в многочисленных убийствах, на самом деле совершённых демоном, собирает поисковую команду, цель которой не допустить подобного впредь. Иногда в поисках демонов помогает техника, над которой колдует Тоби. Иногда — паранормальные способности Кевина, который чувствует зло безо всяких приборов.

## Сюжет
Отлучённый от церкви священник Джон Стрейндж (Ричард Койл) расследует серию таинственных явлений и ведёт отчаянную борьбу со злыми демонами, покушающимися на души и жизни обитателей маленького провинциального городка. Медсестра Джуд Эткинс (Саманта Янус) — его верная и талантливая помощница, она помогает Джону выслеживать слуг сатаны, прячущихся под личиной обычных людей. Каждая серия — новая история, в которой происходят невероятные события и раскрываются мрачные тайны, а развязка всегда непредсказуема и неожиданна.

## Демоны
Демоны в сериале способны видоизменять свою внешность, превращаясь в подобных людям существ. От людей их отличают мелочи: цвет глаз (красный, серебряный или золотой), который может измениться от выпитой крови, при этом некоторые демоны способны скрывать подобный эффект с помощью мембраны, которая прикрывает радужную оболочку, делая глаз похожим на человеческий. Они также способны к отношениям с людьми, таким образом, многие демоны ассимилировались в человеческом обществе; скрываясь, они находят жильё и работу как прикрытие для своей деятельности. Неспособные к перевоплощению демоны скрываются вдали от человеческих глаз или исчезают, чтобы переждать. Их жизнь намного продолжительнее человеческой, и их трудно уничтожить, но если это удаётся, тело демона самовозгорается и исчезает в огненной сфере. В сериале появляются следующие демоны:
1-я серия: Азул (Azaal): электрический демон, его особое умение — трансформироваться в электрические разряды, отличается редкой нелюбовью к церкви, на которую не раз обрушивал в непогоду молнии. После открытия электричества (чему демон в человеческом обличье сам содействовал) совершать преступления ему стало гораздо легче, что привело и к увеличению их частотности. Появляется в пилотной серии телесериала, живёт среди людей под именем Рич, у него общий с Джуд ребёнок, у которого в последней серии также открывается способность манипулировать электричеством. Когда Азул начал чувствовать близость момента пробуждения Асмута, одного из сильнейших демонов древности, он начал убивать снова, чтобы снискать его расположение. Был убит Джуд и Джоном Стрейнджем после того, как им удалось заставить его перевоплотиться в электрическую форму, но и впоследствии продолжал преследовать Джуд, вторгаясь в её сны.
2-я серия: Зоксим (Zoxim): африканский демон, питающийся человеческой энергией каждые семь лет, поскольку иначе он может погибнуть. Зоксим питается утомленными путешественниками, в древние времена он находил своих жертв, разъезжая в телеге. В наше время Зоксим принимает обличье жены священника и находит жертв в ночном автобусе — впитывая энергию пассажиров, Зоксим вызывает у них преждевременное старение, что влечёт за собой смерть; чтобы избежать подозрений, демон оставляет тела на окраинах города.
3-я серия: Каа-Джинн (Quasami): слуга дьявола, воина, нематериальный демон. Каа-Джинн заимствует личность владельца метки-татуировки в виде горящего меча. Его отличительная способность — материализующийся из татуировки огненный меч самурая, который вырастает между средним и указательным пальцами. Пытается создать себе новое тело из сделавших татуировки мальчиков, которых сначала уничтожает яд из чернил, которыми сделаны татуировки, затем происходит ампутация той части тела, на которой находится татуировка. Весьма преуспел в своей миссии, но был остановлен Стрейнджем.
4-я серия: Банши (Banshi): человек, заключивший договор с Костой Бурой. Отдав в залог душу, Банши получает жизни и способность призывать Карету смерти. Банши сохраняет молодость, пока призывает Карету, что позволяло демону многие столетия выглядеть маленькой девочкой. Но, найдя приют в семье священника в Англии времён королевы Виктории, Банши подружилась со второй его приёмной дочерью Пандорой и пожелала наказать приёмного отца за плохое отношение к названной сестре, вызвав Карету смерти. Люди ошибочно возложили вину на Пандору, что привело к смерти девочки. Когда, спустя столетие, тело Пандоры было обнаружено в алтаре собора, Банши начинает убивать всех, узнавших об открытии, чтобы скрыть свой позор. В итоге Банши добровольно садится в Карету, поскольку не может переносить своё бессмертие, утратив первого и последнего человека, действительно заботившегося о ней. В этой серии также появляется Коста Бура / Карета смерти (Costa Bura): Коста Бура, иными словами Карета смерти, собирала души мёртвых во времена чумы или когда её призывала Банши. Прибыв в мир живых, Карета не может вернуться пустой. Чтобы находить своих жертв, Коста Бура превращала в Банши человеческого ребёнка.
5-я серия: Инкубус (Milan Incubai): миланские демоны-рептилии. Появились в древности в Милане, чтобы распространять хаос и панику. Демоны способны расти только будучи окружёнными человеческой плотью. В наше время их выращивал Безымянный демон, скрывавшийся под видом пластического хирурга, который помещал эмбрионы в грудные импланты. Ослеплённые жаждой крови, они нападают на хирурга и погибают от его рук.
6-я серия: Дюбикк (Dubuykk): дерево-демон, обманывающее своих жертв и питающееся их кровью. На ветвях Дюбикка многие века вешали преступников, и корни дерева питались кровью приговорённых, превратив таким образом Дюбикка в вампира. Более всего Дюбикк опасен после захода солнца: он может принять вид умершего человека или животного, пробудив тем самым в своей жертве воспоминания, что помогает привлечь жертву поближе и поймать в ловушку. Изначально рос только в лесах Боснии и Герцеговины, но после вырубки был перевезён в Англию. Плотник, вывезший дерево, поплатился своей жизнью — Дюбикк впитал в себя его кровь и внешнюю оболочку, продолжая использовать его, чтобы завлекать жертв.
В 7-й серии проясняется основная линия сериала, которая связана с сильным демоном по имения Асмут (Asmoth), который во время последнего пробуждения убил Хелен, невесту Стрейнджа, и «наградил» его шрамом на спине. Асмут, как упоминается в серии, единственный демон, которого боятся другие демоны, и он, предположительно, стал прообразом дьявола для христиан. Внешность демона в сериале не обозначена, единственное исключение — портрет, нарисованным отцом Бернардом, которому Асмут выцарапал глаза, чтобы не быть узнанным впоследствии. Его пробуждению предшествует сон Джуд, которую о нём предупреждает Рич, а также видение Стрейнджа, в котором Асмут сообщает ему, что возвращается, и теперь его не остановить.

## Эпизоды
Эпизод 1: Лишённый сана, Джон Стрейндж посвящает свою жизнь борьбе с силами тьмы. Он пытается найти слуг сатаны, живущих под видом людей. Волею случая медсестра Джуд Эткинс оказывается втянутой в водоворот страшных и загадочных событий. Один из пациентов сестры милосердия — преподобный Артур Рат, переводивший для Джона Стренджа магическую книгу, сгорает заживо на больничной койке, а её муж, Ричи, оказывается демоном в обличье человека.
Эпизод 2: Джуд подозревает, что её сын мог унаследовать демоническую сущность Ричи. Врач, обследовавший Джоуи, погибает при таинственных обстоятельствах. Последовавшая за этим загадочная смерть хорошей знакомой Стрейнджа, Эмили Хоторн, вызывает у Джона обоснованные подозрения. Ему удаётся вычислить демона, убивающего людей. Однако Джон должен спешить, так как следующей жертвой может стать медсестра Джуд Эткинс.
Эпизод 3: Происходит серия жутких убийств. Тела найденных жертв одинаково изуродованы — у всех отсечены конечности. Джуд удаётся понять, каким образом демон расправлялся с людьми, и таким образом выйти на его след. Пытаясь спасти очередную жертву, Джуд попадает в ловушку.
Эпизод 4: Каноник Блэк пытается помешать молодому учёному вскрыть гробницу епископа Одермана, скончавшегося девяносто лет назад от костной лихорадки. В то время как Джуд занята поисками материалов, касающихся эпидемии смертельной болезни, Стрейндж случайно находит предупреждение не открывать усыпальницу. Какой жуткий секрет хранит могила, и почему каноник Блэк делает все возможное, чтобы сохранить его в тайне?
Эпизод 5: Неизвестное дикое животное нападает на преподобную Мэри Тругод и её собаку. Жестоко растерзанная Натали Корниш попадает в больницу с необычными ранами. Во время дежурства медсестры Эткинс Натали вторично подвергается нападению — и умирает от потери крови. Шарма, знакомая Натали, вскоре также становится жертвой кровожадного убийцы. Джон и Джуд пытаются найти связь между нападениями.
Эпизод 6: Происходит серия загадочных убийств. Убийца оставляет на месте преступления обескровленные тела. После гибели родной сестры каноник Блэк обращается к Стрейнджу за помощью. Джону и Джуд удаётся выяснить, что злодей принимает облик умерших людей, любимых при жизни жертвами, чтобы заманить потенциальную добычу в свои сети.
Эпизод 7: Охранник бассейна обнаруживает в одном из шкафчиков обглоданные человеческие кости. Стрейндж и его старый друг отец Бернард полагают, что здесь замешан Асмут — демон, питающийся человеческой плотью. Стрейнджу удаётся выйти на след демона, но его арестовывает полиция, когда он находит окровавленные останки жертвы. Теперь лишь только Джуд может остановить демона.

## В ролях
| Актёры         | Персонажи                    |
| -------------- | ---------------------------- |
| Ричард Койл    | Джон Стрейндж                |
| Саманта Янус   | медсестра Джуд Эткинс        |
| Эндрю Ли Поттс | хакер Тоби                   |
| Иэн Ричардсон  | каноник Адольфус Блэк        |
| Сэмюэл Барнетт | помощник каноника Доддингтон |
| Тимми Лэнг     | садовник Кевин               |
| Уильям Томлин  | Джоуи, сын Джул              |

## Выпуск продукции
Сценарии ко всем семи эпизодам сериала были написаны Эндрю Маршаллом — сценаристом, прежде всего известным своими комедийными работами. Режиссёром стал Джо Ахерн, ранее зарекомендовавший себя как сценарист и режиссёр сериала о вампирах «Ультрафиолет», впоследствии выпущенного в мировое производство.
Все шесть эпизодов запущены Ealing Studios, а съёмка последней серии прошла 23 декабря 2002 года. Серия была разделена на две части; съёмкой первой части заведовал Ахерн, а второй — Саймон Мэсси. Маршалл написал сценарий к первому эпизоду, в котором раскрыл характеры главных персонажей — и сделал это несмотря на то, что такая работа уже имела место в пилотной серии. Он приписывал это действие политике ВВС, придерживающейся тактики неповторяющихся пилотов; он должен был представить героев новым зрителям, которые о них не знали, поскольку не видели пилота.
Второй сезон был запланирован, однако в производство не вышел. В первой серии второго сезона Кевин должен был быть найден мёртвым.

## Показ
Сериал транслировался по субботам ночью, показу серий препятствовали частые изменения в программе, имел место длинный временной промежуток между пилотной серией и непосредственно сериалом. Так, «Би-би-си» решила не повторять пилот, пока сериал не покажут полностью. Рейтинги просмотра были низкими, поэтому второй сезон в производство запущен не был. Однако чтобы отметить пять лет, прошедших со времени запуска сериала, его создатель Эндрю Маршалл написал сценарий к ещё одному эпизоду «Ramset».
В Соединённых Штатах «Стрейндж» был показан сетью кабельных каналов: на одном из них в июле 2009-го сериал и начали транслировать. Британский канал Sci-Fi повторил показ всех семи эпизодов «Стрейнджа» в 2006-м и в 2007-м годах.